# Rafetus
Rafetus Gray, 1864 è un genere della famiglia dei Trionichidi. Comprende due rarissime specie di tartarughe dal guscio molle:
- Rafetus euphraticus (Daudin, 1802) - tartaruga dal guscio molle dell'Eufrate;
- Rafetus swinhoei (Gray, 1873) - tartaruga dal guscio molle gigante dello Yangtze.

La prima vive nel bacino dei fiumi Tigri ed Eufrate in Iraq, Siria, Turchia e Iran (Provincia di Khūzestān); la seconda, uno degli animali più rari del mondo (ne rimangono solamente 2 o 4 esemplari), era originaria della Cina meridionale e del Vietnam.